# Revel, Isère
Revel är en kommun i departementet Isère i regionen Auvergne-Rhône-Alpes i sydöstra Frankrike. Kommunen ligger i kantonen Domène som tillhör arrondissementet Grenoble. År 2022 hade Revel 1 323 invånare.

## Befolkningsutveckling
Antalet invånare i kommunen Revel
Referens:INSEE